# Stein-Wingert

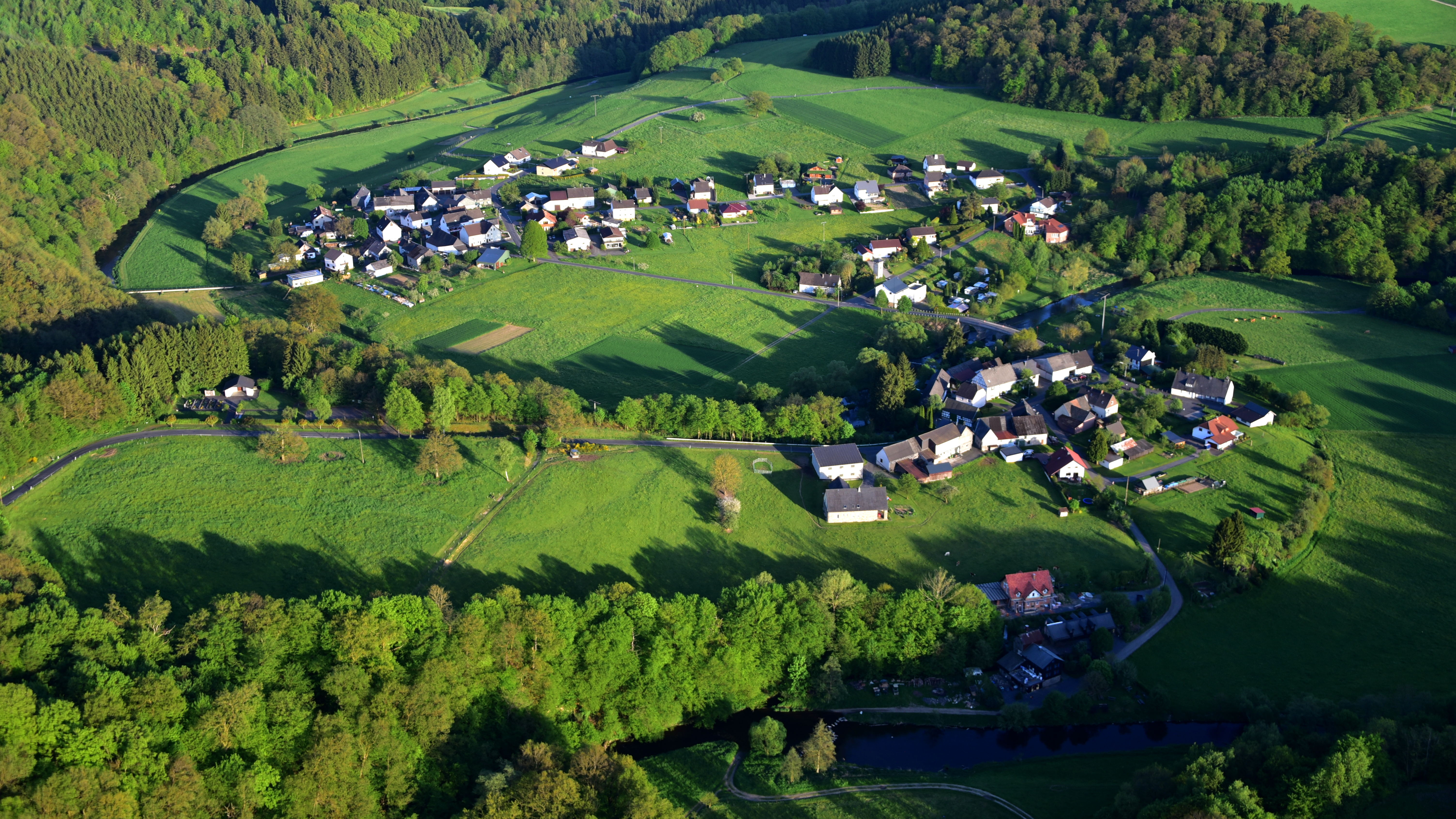
Stein-Wingert, Luftaufnahme (2017)

Stein-Wingert ist eine Ortsgemeinde im Westerwaldkreis in Rheinland-Pfalz. Die Wohngemeinde gehört der Verbandsgemeinde Hachenburg an.

## Geographie
Die Gemeinde liegt im Westerwald zwischen Limburg und Siegen, an der Nister inmitten der Kroppacher Schweiz.
Ortsteile sind Wingert, Stein, Alhausen und Altburg. Nachbarorte von Stein und Wingert sind im Nordosten Burbach (Mörsbach), im Osten Mörsbach, im Süden Giesenhausen und Kroppach. Das 1 km entfernt bereits im Kreis Altenkirchen gelegene Idelberg ist nur zu Fuß zu erreichen. Die Ortsteile Alhausen und Altburg liegen im Nordwesten von Stein-Wingert und sind zu Fuß über Wanderwege bzw. über die Straße nach Burbach erreichbar.

## Geschichte
Stein-Wingert gehörte im 12. Jahrhundert zunächst zur Grundherrschaft Nister. Bereits Anfang des 13. Jahrhunderts kam der Ort zur saynischen Landesherrschaft, 1649/71 zu Sayn-Hachenburg, mit dem er 1799 an Nassau-Weilburg fiel. 1806 kam Stein-Wingert an das Herzogtum Nassau, ab 1866 in Preußen dann zur Provinz Hessen-Nassau.

### Wingert
Der Ort wird erstmals 1408 als Wyngenroide erwähnt. Der auf Rodungstätigkeit und wohl einen Personennamen hinweisende Name schliff sich im 18. Jahrhundert zu Wingert ab. 1579 hatte Wingert elf Häuser, 1624 acht und 1669 sechs Feuerstätten. 1793 werden 76 Einwohner genannt. Von 1763 bis 1832 ist im Ort der Betrieb von ein bis zwei Ölmühlen verbürgt. 1764 wird in Wingert ein Bergwerk (Erzgrube Silberschnur) erwähnt. Noch bis 1913 arbeiteten dort einige Bergleute. Auf der Halde der Grube hat man später ein Armenhaus errichtet. 700 m nördlich von Wingert befand sich das Blei- und Eisenerzbergwerk Concordia.

### Stein
Wilhelm, Herr zu Reichenstein schenkte 1451 der Abtei Marienstatt den Zehnten, u. a den „zom Steyne“. Diese Benennung ist wohl auf die Bebauung der ersten Hütten auf felsigem Untergrund oder auch als Hinweis auf einen steinernen Wehrbau zu deuten. Stein bildete schon 1635 mit Wingert zusammen eine Gemeinde; 1579 hatte Stein vier und 1793 sechs Häuser. Als Bannmühle für die Ortschaften Stein-Wingert, Giesenhausen und Mörsbach wurde 1744 die 100 m nordwestlich Steins gelegene Steiner Mühle errichtet. Anfangs wurde die Mühle mit dem teilweise noch vorhandenen Mühlengraben mit Wasser versorgt. Später trieb man einen Stollen durch den Berg zur Nister. Die Mühle war in herrschaftlichem Besitz und wurde ständig verpachtet. Sie war bis 1950 als Kundenmühle in Betrieb und dient heute noch der Stromerzeugung. Die alte Linde an der Mühle ist ein Naturdenkmal. Für das Jahr 1579 sind vier Häuser in Stein überliefert, für 1669 fünf Räuche, für 1746 sieben Häuser und für 1808 104 Einwohner.

### Alhausen

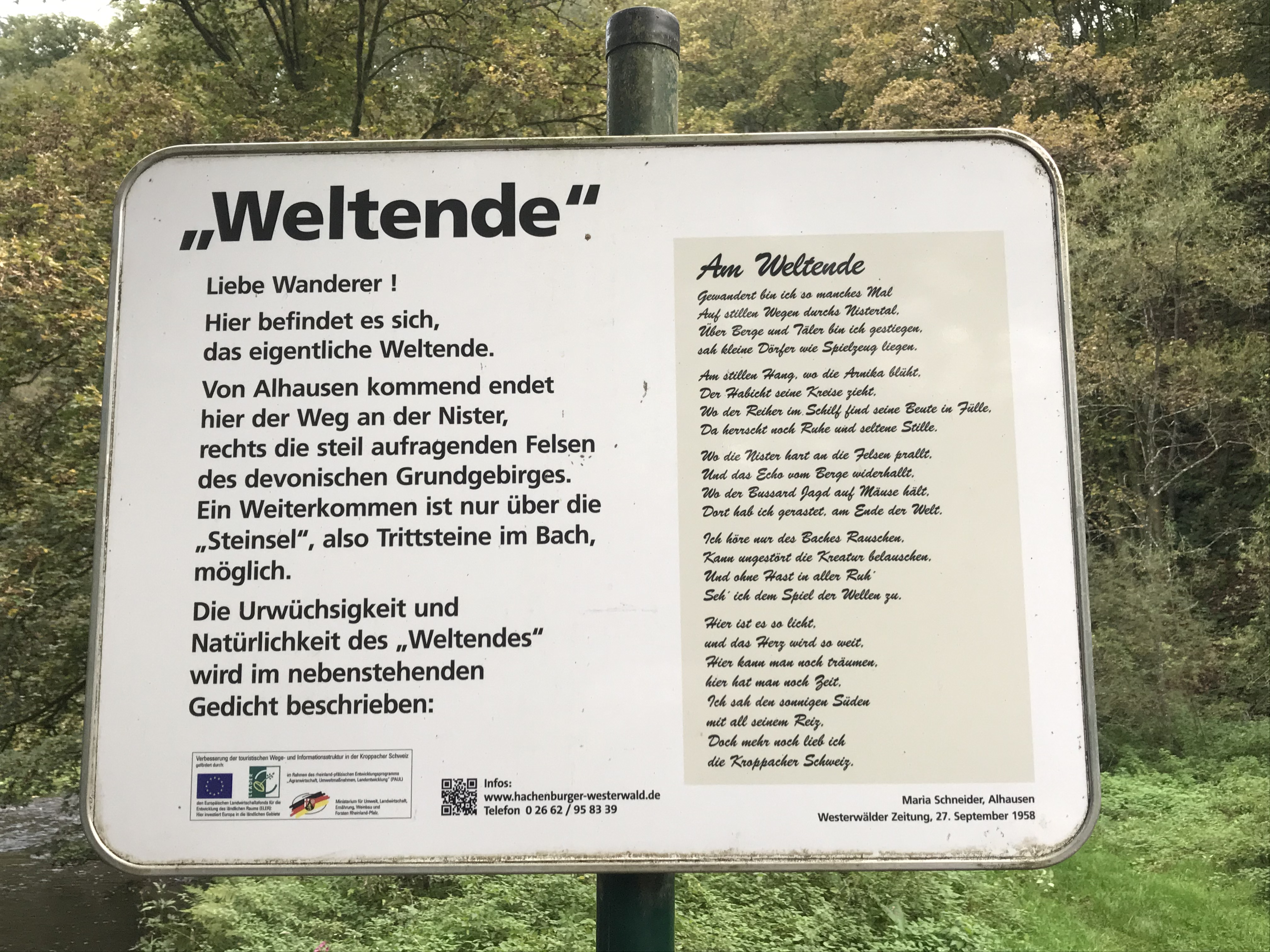
Hinweistafel am "Weltende" bei Alhausen, Westerwald, Deutschland

Aus dem gleichen Anlass wie Stein wurde der Ortsteil 1451 als Aldeshausen erstmals genannt. Als -hausen-Siedlung geht er wohl auf das 8. oder 9. Jahrhundert zurück. Nach Alhausen führte von alters her nur ein Weg; deshalb wird der Ort "Weltende" genannt. 1579 gab es dort vier Häuser, 1669 drei Räuche und 1793 40 Einwohner. Im Ort stehen drei Fachwerkhäuser und eine Scheune aus dem 18. Jahrhundert. 700 m nördlich von Alhausen befand sich am Grenzbach zum Kreis Altenkirchen ein Eisenerzbergwerk, an die noch Abraumhalden und Schlacken erinnern.

### Altburg
Wie Stein und Alhausen wird der Weiler erstmals 1451 als „zor Alderburgh“ genannt; die Ortsbezeichnung festigte sich über Altenburg im 18. Jahrhundert zu Altburg. Der Name weist auf eine alte Befestigungsanlage hin. Altburg bestand 1579 aus zwei und 1793 aus drei Häusern. In dem Ort stehen zwei alte Fachwerkhäuser, eines trägt die Jahreszahl 1780.

### Bevölkerungsentwicklung
Die Entwicklung der Einwohnerzahl von Stein-Wingert, die Werte von 1871 bis 1987 beruhen auf Volkszählungen:
| Jahr | Einwohner |
| 1815 | 104       |
| 1835 | 135       |
| 1871 | 152       |
| 1905 | 152       |
| 1939 | 179       |
| 1950 | 187       |

| Jahr | Einwohner |
| 1961 | 159       |
| 1970 | 161       |
| 1987 | 163       |
| 1997 | 203       |
| 2005 | 217       |
| 2023 | 228       |

## Politik

### Bürgermeister
Katja Fischer wurde im Juni 2024 zur Ortsbürgermeisterin von Stein-Wingert gewählt.
Ihr Vorgänger war Jörg Fischer seit September 2022. Da für eine angesetzte Direktwahl keine Vorschläge eingereicht wurden, oblag die Neuwahl gemäß Gemeindeordnung dem Rat. Dieser wählte einstimmig den bisherigen Beigeordneten Fischer ins Amt.
Dessen Vorgänger Christian Funk hatte das Amt am 15. Juli 2014 übernommen. Bei der Direktwahl am 26. Mai 2019 wurde er mit einem Stimmenanteil von 87,39 % für weitere fünf Jahre in seinem Amt bestätigt. Ende Juli 2022 kündigte Funk jedoch an, sein Amt aus persönlichen Gründen zum 31. August 2022 vorzeitig niederzulegen. Vorgänger von Christian Funk war sein Vater Jürgen Funk, der das Amt 22 Jahre ausübte.

## Kultur und Sehenswürdigkeiten

Backtrog-Rennen in Stein-Wingert

Von 1984 bis 2011 fand, alle zwei Jahre, am letzten Wochenende im Juni das Backtrog-Rennen statt. Dieser aus Süddeutschland importierte Brauch bestand darin, in Holztrögen einen Abschnitt der Nister runter und wieder herauf zu paddeln. Ab 2007 wurde das Fest in ungeraden Jahren veranstaltet, da es 2006 auf Grund der Fußball-Weltmeisterschaft nicht stattfand.
Die Felsformation Spitzlei 200 m nördlich von Wingert ist eine Felsformation 40 m oberhalb der Nister und dient als Aussichtspunkt (Naturdenkmal). Weitere Naturdenkmäler sind alte Eichen am Ortsrand von Wingert; die Eiche am Weg Ehrlich-Spitzlei-Stein ist über 400 Jahre alt.
Der Naturpfad Weltende führt von Alhausen über Flögert nach Stein-Wingert durch das Tal der Nister; nahe liegt die Erhebung Spitze Ley (265 m). In unmittelbarer Nähe kann man „Auf dem Burghardt“ oberhalb des Ortsteils Altburg die Bodenreste einer Ringwallanlage von 19 Hektar Innenfläche erkennen.
Siehe auch Liste der Kulturdenkmäler in Stein-Wingert

## Wirtschaft und Infrastruktur

### Verkehr
Südlich des Ortes verläuft die Bundesstraße 414, die von Altenkirchen (Westerwald) nach Hachenburg führt. Die nächsten Autobahnanschlussstellen sind in Siegen, Wilnsdorf oder Herborn an der A 45 (Dortmund–Gießen). Der nächstgelegene ICE-Halt ist der Bahnhof Montabaur an der Schnellfahrstrecke Köln–Rhein/Main.